# Ortholomia funerera
Ortholomia funerera är en fjärilsart som beskrevs av George Thomas Bethune-Baker 1904. Ortholomia funerera ingår i släktet Ortholomia och familjen tandspinnare. Inga underarter finns listade i Catalogue of Life.